# محمد الغسانی
محمد الغسانی (عربی: محمد صالح عبدالله الغساني؛ زادهٔ ۱ آوریل ۱۹۸۵) بازیکن فوتبال اهل عمان است.
از باشگاه‌هایی که در آن بازی کرده‌است می‌توان به باشگاه فوتبال صحم، باشگاه السویق، و باشگاه فوتبال النهده عمان اشاره کرد.
وی همچنین در تیم ملی فوتبال عمان بازی کرده‌است.